# UTC+13:45
UTC+13:45 er en tidszone som er 13 timer og 45 minutter foran standardtiden UTC.
UTC+13:45 bruges som sommertid på den sydlige halvkugle af:
- Chatham Øerne (hører under New Zealand). Øerne bruger UTC+12:45 som standardtid.